# Neosarromyia auriceps
Neosarromyia auriceps är en tvåvingeart som först beskrevs av Charles Howard Curran 1927.  Neosarromyia auriceps ingår i släktet Neosarromyia och familjen parasitflugor.
Artens utbredningsområde är Puerto Rico. Inga underarter finns listade i Catalogue of Life.